# Mallory Book
Mallory "Mal" Book es una personaje ficticia que aparece en los cómics estadounidenses publicados por Marvel Comics. Se la representa como una abogada rival de She-Hulk y, más tarde, la supervillana presidenta secreta de Fourth Wall Enterprises.
El personaje hizo su debut en acción real en la serie de Disney+ del Universo cinematográfico de Marvel (UCM) She-Hulk: Attorney at Law (2022), interpretada por la actriz Renée Elise Goldsberry.

## Historial de publicaciones
El personaje apareció por primera vez en She-Hulk #1 (mayo de 2004) y fue creado por Dan Slott.

## Biografía ficticia
Mallory Book es una abogada empleada por Goodman, Lieber, Kurtzberg & Holliway. Ella tiene reputación no solo de ser hermosa, sino también de ser una defensora dura en la corte. Ella se había ganado el apodo de "La cara que nunca perdió un caso", lo que no intimida a Jennifer Walters. En su primera aparición, Mallory claramente muestra desdén hacia Jennifer por tener que salir como She-Hulk para poder salvar al mundo. En su siguiente aparición, ella representa a un hombre que el Doctor Strange había capturado "injustamente". Cuando el hombre es liberado, Strange admite que él será asesinado a tiros días después, lo que sorprende a Mallory. Mallory y Jen pronto comienzan a trabajar juntas, y la primera actúa mayormente opresivamente sobre la segunda. Mallory admite que Jen es "útil" porque es buena levantando objetos pesados. Incluso cuando Jen la rescata de una pala de hélice, no muestra ninguna gratitud real.
Mallory se burla aún más de Jen cuando su jefe, Holden Holliway, insinúa que ella sirve como una especie de "niñera" para su nieta Sasha.
Sin embargo, Mallory ha sido despreciada por Jen. Un ejemplo fue cuando, mientras representaba a Hércules, quien había causado un daño físico considerable a Constrictor, Jen había sugerido que Hércules simplemente pagara por los daños que había sufrido, en lugar de la sugerencia de Mallory de alegar locura al afirmar que él no era hijo de Zeus.
Cabe destacar que Mallory resulta gravemente herida durante el alboroto de Titania, pero sobrevive. Mallory tardó varios meses en recuperarse por completo, y, durante este tiempo, Asombroso Andy la ayudó en secreto con su entrenamiento físico y comenzó a enamorarse de ella.
Cuando se reconstruye la empresa, Mallory está en silla de ruedas y se la muestra defendiendo a Ox y Boomerang contra los Jóvenes Vengadores Estatura y Visión. Ella todavía le guarda rencor a Jen, quien a su vez está desconcertada por sus villanos defensores ahora.
Mallory comenzó a enamorarse de Dos Pistolas Kid, pero quedó bajo la influencia de los poderes de Starfox, lo que la obligó a enamorarse de Asombroso Andy, en su lugar, quien copió los poderes de Starfox, continuando así influenciando a Mallory para que lo amara a él, y los dos comenzaron lo que parecía ser una relación mutuamente consensuada. Sin embargo, Mallory descubrió que sus sentimientos estaban siendo manipulados, y Andy, sintiéndose culpable por su manipulación accidental, se ofreció a apagar su imitación de los poderes de Starfox. Una vez que sus poderes se apagaron, Mallory volvió a la normalidad y se enfureció porque Andy manipularía sus emociones de esa manera. 
Finalmente, se revela que Mallory es la supervillana presidenta de Fourth Wall Enterprises, que busca poner fin a todos los seres metaficcionales. Tras ganarse el respeto de Jen, Mallory decide cerrar temporalmente el Proyecto She-Hulk debido a la cancelación del título en curso de She-Hulk, y su junta directiva especula que reanudará sus planes una vez que se encargue una nueva serie en curso de She-Hulk con ella, para que los "libros cancelados" no se conviertan en una realidad.

## En otros medios
Renée Elise Goldsberry aparece como Mallory Book en la serie de televisión del Universo cinematográfico de Marvel She-Hulk: Attorney at Law (2022). Es una abogada que trabaja en el mismo bufete de abogados que Walters. En la serie, Book es simplemente severa y no muestra ninguna intención maliciosa, incluso se vuelve amiga de Jen cuando ella la declara como su mejor amiga.